# Enrique Maturana
Enrique Maturana (Granada, 28 de agosto de 1971) es un expiloto de motociclismo del Campeonato del Mundo de Motociclismo español. Compitió en el Mundial desde 1994 hasta 1998.

## Biografía
Participa en el Campeonato Europeo de Motociclismo en 125c en 1994 y 1995, donde obtiene el puesto 16 en la primera y un tercero en la siguiente.
Debuta en la cilindrada de 125cc del Mundial en 1994 con una Yamaha (con la competirá todos los años), obteniendo los cuatro primeros puntos de su carrera. Las ediciones de 1995 y 1996 las acabó sin poder entrar en posiciones de puntos mientras que en las dos siguiente acaba en los puestos 17 y 23 respectivamente.
En 1999 obtiene una wild card  en el Campeonato Mundial de Supersport del 1999 para correr la prueba española que se disputó en el Circuito de Albacete con una Yamaha YZF-R6 del team Eac. Castro, acabando en la posición 19.

## Resultados en el Campeonato del Mundo
Sistema de puntuación de 1993 hasta 2022:
| Posición | 1.º | 2.º | 3.º | 4.º | 5.º | 6.º | 7.º | 8.º | 9.º | 10.º | 11.º | 12.º | 13.º | 14.º | 15.º |
| Puntos   | 25  | 20  | 16  | 13  | 11  | 10  | 9   | 8   | 7   | 6    | 5    | 4    | 3    | 2    | 1    |

### Carreras por año
| Año  | Cat.  | Moto   | 1       | 2       | 3       | 4       | 5      | 6      | 7      | 8       | 9      | 10     | 11     | 12      | 13      | 14     | 15     | Ptos. | Pos. |
| ---- | ----- | ------ | ------- | ------- | ------- | ------- | ------ | ------ | ------ | ------- | ------ | ------ | ------ | ------- | ------- | ------ | ------ | ----- | ---- |
| 1994 | 125cc | Yamaha | AUS -   | MAL -   | JAP -   | ESP 20  | AUT -  | ALE -  | NED -  | ITA -   | FRA 13 | GBR 18 | CZE 22 | USA 16  | ARG 15  | EUR -  |        | 4     | 32.º |
| 1995 | 125cc | Yamaha | AUS -   | MAL -   | JAP -   | ESP -   | ALE -  | ITA -  | NED -  | FRA -   | GBR -  | CZE -  | RIO -  | ARG -   | EUR 19  |        |        | 0     | -    |
| 1996 | 125cc | Yamaha | MAL -   | IND -   | JAP -   | ESP Ret | ITA -  | FRA -  | NED -  | ALE -   | GBR -  | AUT -  | CZE -  | IMO -   | CAT Ret | RIO -  | AUS -  | 0     | -    |
| 1997 | 125cc | Yamaha | MAL Ret | JAP 24  | ESP 19  | ITA 18  | AUT 14 | FRA 11 | NED 14 | IMO Ret | ALE 10 | RIO 15 | GBR 15 | CZE 16  | CAT Ret | IDN 17 | AUS 11 | 22    | 17.º |
| 1998 | 125cc | Yamaha | JAP 16  | MAL Ret | ESP Ret | ITA 18  | FRA 14 | MAD 15 | NED 19 | GBR 16  | ALE 12 | CZE 13 | IMO 16 | CAT Ret | AUS 17  | ARG 16 |        | 74    | 10.º |

| Color     | Resultado                                                               |
| --------- | ----------------------------------------------------------------------- |
| Oro       | Ganador                                                                 |
| Plata     | 2.ª plaza                                                               |
| Bronce    | 3.ª plaza                                                               |
| Verde     | Finalizó en los puntos                                                  |
| Azul      | Finalizó sin puntos                                                     |
| Azul      | NC - No clasificado                                                     |
| Violeta   | Ret - No terminó (Carrera)                                              |
| Rojo      | DNQ - No se clasificó                                                   |
| Negro     | DSQ - Descalificado                                                     |
| Blanco    | DNS - No empezó (carrera)                                               |
| Blanco    | WD - Retirado (fin de semana)                                           |
| Blanco    | C - Carrera cancelada                                                   |
| Sin color | DNP - Inscrito pero no participó                                        |
| Sin color | INJ - Lesionado                                                         |
| Sin color | EX - Excluido                                                           |
| Estado    | Resultado                                                               |
| Negrita   | Pole position                                                           |
| Cursiva   | Vuelta rápida                                                           |
| †         | Abandona, pero clasifica al completar el porcentaje requerido para ello |